# Dolly (namn)

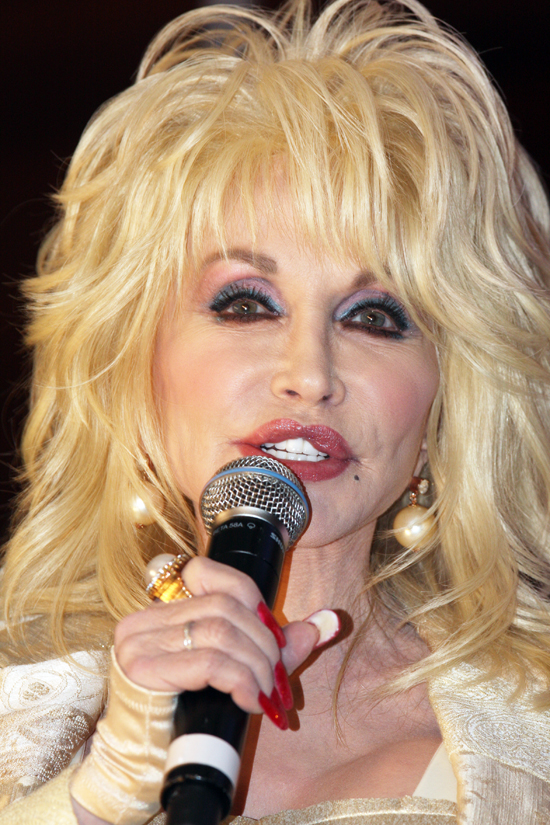
Dolly Parton

Dolly är en engelsk kortform av det grekiska namnet Dorothea som är sammansatt av orden doron (gåva) och theos (gud).
Den 31 december 2014 fanns det totalt 225 kvinnor folkbokförda i Sverige med namnet Dolly, varav 117 bar det som tilltalsnamn.
Namnsdag: saknas

## Personer med namnet Dolly
- Dolly Minhas, indisk skådespelare
- Dolly Parton, amerikansk sångerska
- Dolly Pentreath, den sista person som talade det numera utdöda språket korniska

## Fiktiva personer med namnet Dolly
- Dolly i sångstycket Dolly tonsatt av Sten Broman till text av Falstaff, fakir